# DEFB118
DEFB118‏ (Defensin beta 118) هوَ بروتين يُشَفر بواسطة جين DEFB118 في الإنسان.